# Куликівка (Чернівецький район)
Куликі́вка (рум. Culiceni) — село в Україні, у Герцаївській міській громаді Чернівецького району Чернівецької області.

## Географія
Село Куликівка розташоване поблизу українсько-румунського кордону на відстані 12 км. від міста Герца. Загальна площа села становить 865 га.

## Історія
Перша письмова згадка про наше село (3 липня 1575, Ясси) зберігається в документах молдавської канцелярії та датує з часів воєвода Петра Шкьопул, який дарує Євдокії, доньки молдавського гетьмана Луки Арборе, декілька сіл північної Молдавії. Серед цих сіл є і «село Куликівка з млином».
З 24 серпня 1991 року село входить до складу незалежної України.
У 2018 році шляхом об'єднання сільських рад, село увійшло до складу Герцаївської міської громади.
До адміністративної реформи 19 липня 2020 року село належало до Герцаївського району, після його ліквідації, увійшло до складу Чернівецького району.

## Населення
В селі Куликівка зареєстровано 763 осіб.

### Мова
Розподіл населення за рідною мовою за даними перепису 2001 року:
| Мова       | Кількість | Відсоток |
| ---------- | --------- | -------- |
| румунська  | 703       | 96.17%   |
| українська | 23        | 3.15%    |
| російська  | 5         | 0.68%    |
| Усього     | 731       | 100%     |

## Пам'ятки
Церква «Покрови Божої Матері» села Куликівка унікальний витвір дерев’яного архітектурного мистецтва першої половини ХІХ ст. Цей пам’ятник архітектури охороняється державою.

## Інфраструктура
В селі функціонують:
- сільська рада
- Куликівській НВК
- ФАП
- будинок культури
- церква
- АТС
- відділення зв’язку
- бібліотека
- приватні магазини
- інтернет центр

## Світлини

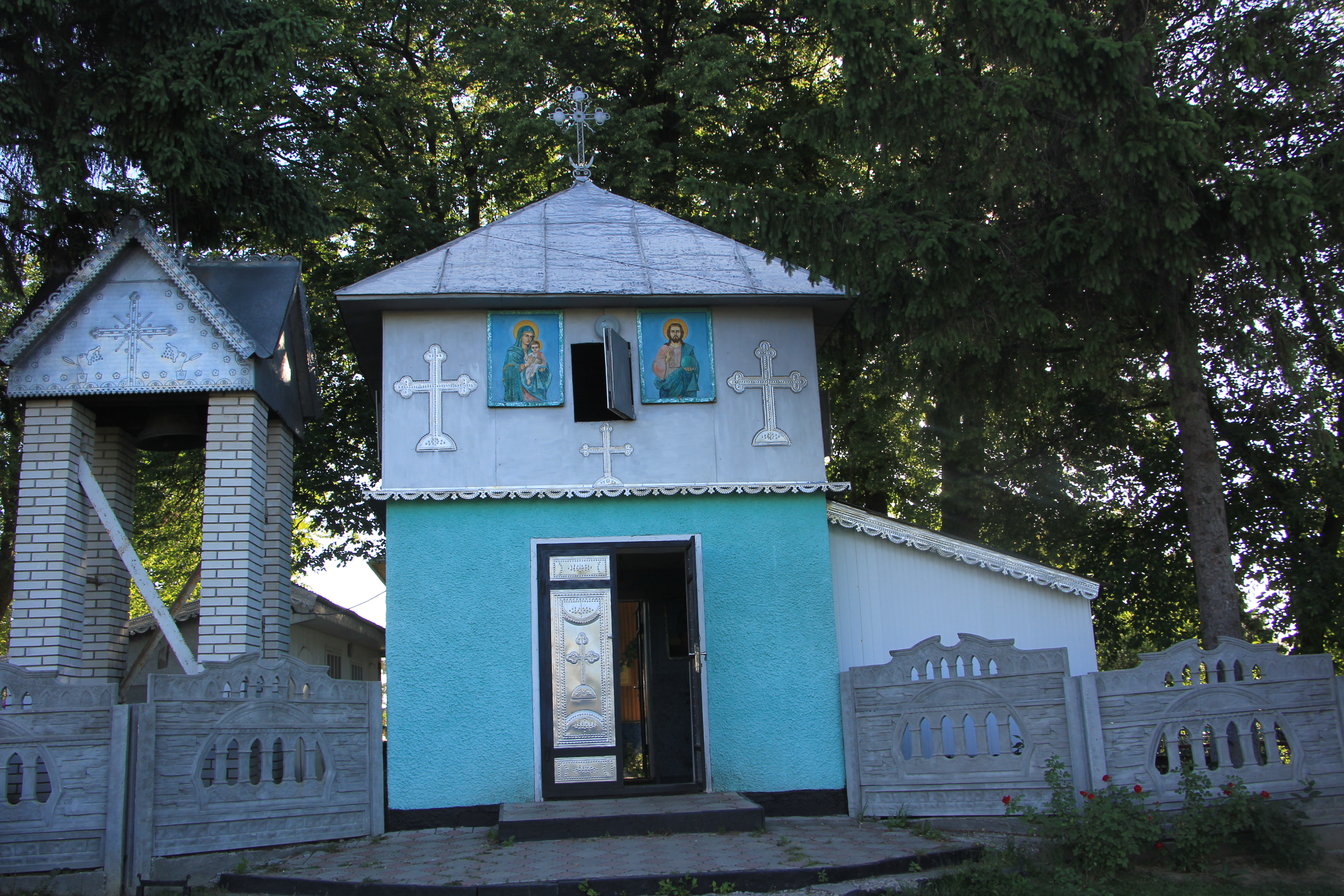
Дерев'яна церква Покрови Пр. Богородиці 1800 с. Куликівка
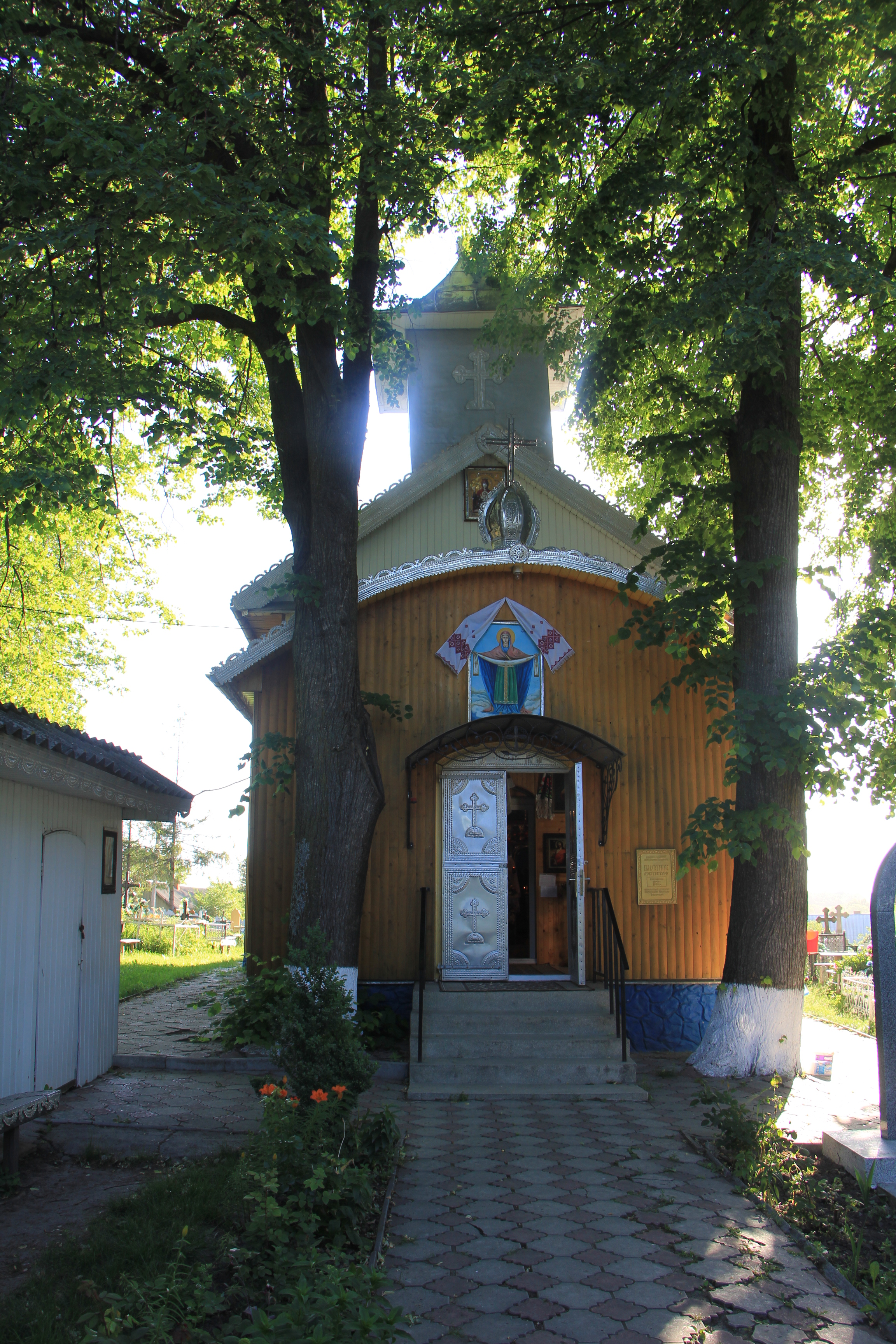
Дерев'яна церква Покрови Пр. Богородиці 1800 с. Куликівка
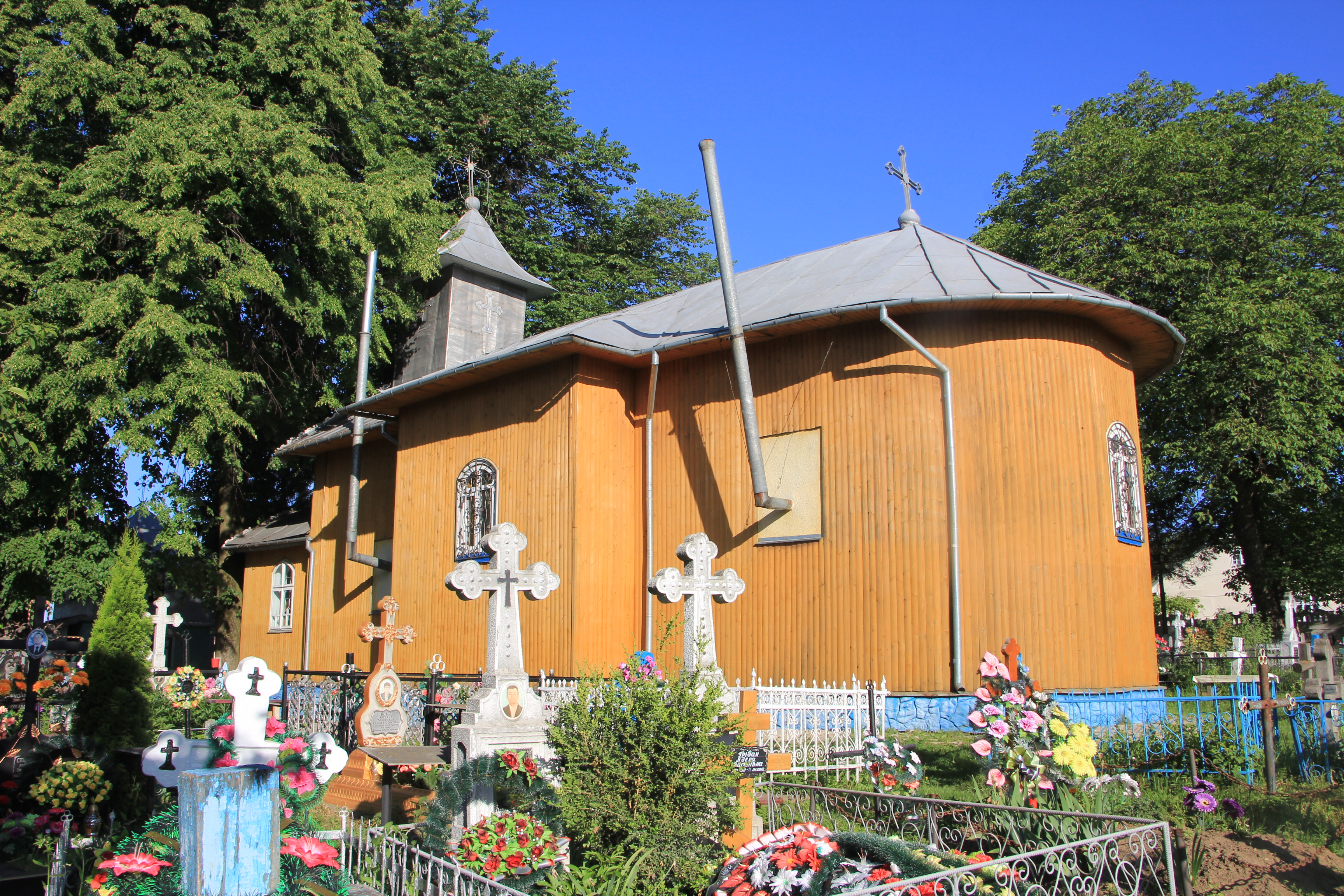
Дерев'яна церква Покрови Пр. Богородиці 1800 с. Куликівка